# Bo Rosengren
Bo Torsten Rosengren, född 25 februari 1929 i Lund, död 4 februari 2025 i Engelbrekts distrikt i Stockholm, var en svensk arkitekt.
Rosengren, som var son till professor Bengt Rosengren och Lisa Ljungqvist, avlade studentexamen i Göteborg 1947 och utexaminerades från Kungliga Tekniska högskolan 1955. Han anställdes hos professor Sven Markelius i Stockholm 1955 och bedrev egen arkitektverksamhet i Stockholm från 1960. Han blev delägare i arkitektbyrån Leif Lindstrand, Bo Rosengren och Yngve Sahlin 1961. De ritade bland annat Hugin och Munin på Gärdet för Stiftelsen Stockholms studentbostäder. Rosengren är gravsatt i minneslunden på Galärvarvskyrkogården i Stockholm.